# Батсайхан, Ариунболд
Ариунболд Батсайхан (монг. Батсайханы Ариунболд; род. 3 апреля 1990) — монгольский футболист, вратарь клуба «Хангарьд» и национальной сборной Монголии.

## Карьера

### Клубная
Выступал за монгольский «Эрчим». Провёл два матча в Кубке Президента АФК 2012. Однако «Эрчим» не вышел из группы.
В 2023 году перешёл в «Хангарьд».

### Международная
В сборную Монголии приглашался с 2011 года. Попадал в заявку 9 февраля 2011 года в матче квалификации кубка вызова АФК против Филиппин. Тот матч монголы проиграли со счётом 2:0. Также был в заявке в ответном матче. Сборная Монголии обыграла Филиппины со счётом 2:1. Однако по сумме двух встреч Монголия выбыла из турнира.
Также Батсайхан играл в квалификации к ЧМ-2014. Соперником Монголии стала Мьянма. В первой встрече вратарь оставил ворота сухими, а в ответной пропустил 2 мяча. В итоге Монголия выбыла из турнира.
Ещё 2 матча Батсайхан провёл в составе сборной в квалификации к Кубку вызова 2014 — против Сингапура и Афганистана. По результатам Монголия не вышла в финальный турнир.